# A Simpson család (18. évad)
A Simpson család 18. évadát 2006. szeptember 10. és 2007. május 20. között sugározták a Fox csatornán. A műsor készítői Matt Groening, James L. Brooks, és Sam Simon.

## Epizódok
| # | Bemutatás            | Prod. Kód | Cím                                   |
| --- | -------------------- | --------- | ------------------------------------- |
| 379–1801 | 2006. szeptember 10. | HABF15    | A maffiózó, a séf, a feleség és Homer |
| Lisa összebarátkozik Hájas Tony fiával, Michaellel. Simpsonékat meghívják egy családi vacsorára, ahol azonban Hájas Tonyt lelövik, és Michael-nek kellene átvennie a helyét. Ő ezt visszautasítja, így végül Homer-t választják meg az új maffiavezérnek. - Joe Mantegna, Jon Pantoliano, Michael Imperioli és a Metallica vendégszereplésével |                      |           |                                       |
| 380–1802 | 2006. szeptember 17. | HABF18    | Jazzy és a vadmacskák                 |
| Bart kap egy dobkészletet, ám egy Lisa által megmentett tigris megharapja a dobolós karját. A műtétére Bart úgy próbál pénzt gyűjteni, hogy jótékonysági koncertet tart. - a The White Stripes vendégszereplésével |                      |           |                                       |
| 381–1803 | 2006. szeptember 24. | HABF20    | Marge, az ezermester                  |
| Homer vásárol egy ezermester könyvsorozatot, amit olvasva Marge ezermesterré válik. Eközben Bart rájön arra, hogy Sintér igazgató allergiás a mogyoróra. |                      |           |                                       |
| 382–1804 | 2006. november 5.    | HABF17    | Rémségek Simpson háza 17              |
| 1. Married to the Blob: Homer megeszik egy meteoritból származó rejtélyes, zöld anyagot, aminek köszönhetően egy kielégíthetetlen étvágyú pacává változik. 2. You Gotta Know When to Golem: Bart talál egy gólemet Ropi bohóc egyik előadásán, a színpad mögött, amit arra használ, hogy a saját kívánságait teljesítse. 3. The Day the Earth Looked Stupid: Springfield lakói is bedőltek Orson Welles 1938-as Világok harca-rádiójátékának, ami miatt az igazi földönkívüli-inváziót nem veszik komolyan. - Phil McGraw, Richard Lewis, Fran Drescher, Sir Mix-a-Lot és Maurice LaMarche vendégszereplésével                           |                      |           |                                       |
| 383–1805 | 2006. november 12.   | HABF21    | Katonaságon                           |
| Homer egy katonai kiképzésbe kerül, ám ő ezt nyári táborként kezel - ezzel alaposan felbosszantva kiképzőtisztjét. - Kiefer Sutherland vendégszereplésével |                      |           |                                       |
| 384–1806 | 2006. november 19.   | HABF19    | Lisa Moe'N'a                          |
| Moe Charles Bukowskihoz hasonló költővé válik, miután Lisa segít neki kiadni az egyik versét. Ám később Moe nem ismeri el Lisa segítségét, amivel rendkívül megbántja a lányt, ezt később próbálja rendbehozni. - Tom Wolfe, Gore Vidal, Michael Chabon, Jonathan Franzen és J.K. Simmons vendégszereplésével |                      |           |                                       |
| 385–1807 | 2006. november 26.   | HABF22    | Fagyis Homer                          |
| Homert kirúgják az atomerőműből - ismét -, ezért fagyiárussá válik. Eközben a depressziós Marge a jégkrémek pálcikáiból szobrokat készít, hogy ezzel lekösse magát. |                      |           |                                       |
| 386–1808 | 2006. december 10.   | JABF02    | Bart új haverja                       |
| Bart Nelson legjobb barátjává válik, eközben pedig Homer teljesen elmerül Lisa egyik fantasy könyvébe. |                      |           |                                       |
| 387–1809 | 2006. december 17.   | JABF01    | Öld meg Gilt                          |
| Marge a lelkiismeretével viaskodik karácsonykor, ugyanis megpróbálja összeszedni a bátorságát és ki akar rúgni egy szerencsétlenül járt Télapót a házból. - Elvis Stojko vendégszereplésével |                      |           |                                       |
| 388–1810 | 2007. január 7.      | JABF03    | A vizi feleség                        |
| Marge-nak eszébe jut pár fantasztikus emlék a gyermekkori vakációjáról, ezért visszatér az emlékek helyszínéül szolgáló szigetre, amely anyagi problémákkal küszködik a halhiány miatt. - Maurice LaMarche és Sab Shimono vendégszereplésével |                      |           |                                       |
| 389–1811 | 2007. január 28.     | JABF05    | Különös történetek                    |
| Homer hiába próbál bosszút állni egy gazdag texasin, ráadásul a kocsija is lerobban, ezért történeteket mesél családjának a félresikerült bosszúkról. 1. The Cound of Monte Fatso: A 19. századi Franciaországban Fernard (Moe) tönkreteszi Edmund Dantés (Homer) és Mercedes (Marge) házasságát, amin a férfi egy francia börtönből próbál bosszút állni. 2. Revenge of the Geeks: Milhouse egy ultramodern fegyver segítségével akar bosszút állni Martinon az iskolai zaklatások miatt. 3. Bartman Begins: Miután Thomas (Homer) és Martha Wayne-t (Marge) meggyilkolják, az ifjú Bruce Wayne (Bart) elindul a Bartmanné válás útján. |                      |           |                                       |
| 390–1812 | 2007. február 11.    | JABF04    | A kis nagy lány                       |
| Bart szerez egy jogosítványt, amivel kiruccan a szomszédos városba. Ott találkozik egy kamaszlánnyal, aki 16-nak hiszi őt, és akivel így randizni kezdenek. - Natalie Portman vendégszereplésével |                      |           |                                       |
| 391–1813 | 2007. február 18.    | JABF07    | Springfield felnő                     |
| Declan Desmond dokumentumfilmet készít Springfield legelőkelőbb lakóiról. Emiatt Marge félreteszi újságírói álmait, hogy segítsen Homernak, aki fura munkákat próbál ki a siker reményében. Ám végül egy rejtélyes találmány mindent a feje tetejére állít, a gyanakvó Desmond pedig kérdőre vonja Simpsonékat villámgyors sikerük miatt. - Eric Idle vendégszereplésével |                      |           |                                       |
| 392–1814 | 2007. március 4.     | JABF09    | Paraszt akkordok                      |
| Lisa felemeli a hangját, mert az iskola nem hajlandó tovább foglalkozni Cletus gyerekeivel. Sintér igazgató ekkor felajánlja neki, hogy korrepetálja a két csemetét, akiket Ropi bohóc fel akar használni zenés számként a műsorában. Eközben Bart megpróbál mindenkit elijeszteni az étkezőből: azt állítja, hogy egy régi iskolai szakács szelleme kísért ott. - Peter Bogdanovich, Andy Dick, James Patterson, Meg Ryan és Stephen Sondheim vendégszereplésével |                      |           |                                       |
| 393–1815 | 2007. március 11.    | JABF08    | Vén Rómeó és Júlia                    |
| Nagypapi és Selma egymásba szeretnek, összeköltöznek, Homer és Patty viszont tervet szőnek a szétválasztásukra. Ez idő alatt Bart és Lisa átvernek egy kézbesítőt, hogy nekik adja a környék legkeresettebb árucikkeit: a kartondobozokat. - Jane Kaczmarek vendégszereplésével |                      |           |                                       |
| 394–1816 | 2007. március 25.    | JABF06    | Homerazzi                             |
| Tönkremegy a családi fotóalbum, ezért Marge újra el akarja készíti a képeket. Amikor véletlenül lencsevégre kapják egy híresség botrányos randiját, a Simpson családnak elsőrangú bulváranyag üti a markát. Homer rákap erre a könnyű pénzkeresési lehetőségre és paparazzinak áll. - J.K. Simmons, Betty White és Jon Lovitz vendégszereplésével |                      |           |                                       |
| 395–1817 | 2007. április 22.    | JABF10    | Marge, a játékos                      |
| Marge belekezd egy számítógépes szerepjátékba és hamarosan megtudja, hogy Bart a legeredményesebb és a legkönyörtelenebb játékos benne. Eközben Homer bíráskodni kezd Lisa meccsein. - Ronaldo vendégszereplésével |                      |           |                                       |
| 396–1818 | 2007. április 29.    | JABF11    | Dőzsölő fiúk                          |
| Bart lesz a helyi hős, amikor a springfield-i csapat neki köszönhetően először jut tovább a juniorbajnokságban. Ám a város ellene fordul, amikor nagyot hibázik, és így elveszítik a meccset. |                      |           |                                       |
| 397–1819 | 2007. május 6.       | JABF13    | Önkéntes tűzoltók                     |
| Maggie felforgatja a családi házat, miután Marge egy szülőknek szóló magazin tanácsát követve elveszi tőle a cumiját. Ez idő alatt Homer és pár társa önkéntes tűzoltónak áll. |                      |           |                                       |
| 398–1820 | 2007. május 13.      | JABF12    | Állj, vagy kutya                      |
| Homer eltéved egy kukoricalabirintusban, ám Kiskrampusz megmenti, akiből emiatt helyi hős lesz. Sőt, Simpsonék benevezik egy rendőrkutyaképzőbe is. - Stephen Hawking, Maurice LaMarche és Rudolph Giuliani vendégszereplésével |                      |           |                                       |
| 399–1821 | 2007. május 20.      | JABF14    | 24 perc                               |
| Jack Bauer és Chloe O'Brian segítségével Bartnak és Lisának kell megakadályoznia, hogy Dolp, Jimbo és Kearney bűzbombát robbantson az iskolájuk éves sütivásárán. - Kiefer Sutherland és Mary Lynn Rajskub vendégszereplésével |                      |           |                                       |
| 400–1822 | 2007. május 20.      | JABF15    | Kent, az üldözött trágár              |
| Homer megveszi az egymilliomodik tölcsért egy fagylaltosnál, ezzel pedig bekerül Kent Brockman esti hírműsorába. Ám az interjú váratlan fordulatot vesz Brockman káromkodása miatt, a trágár kifejezések ellen pedig kampány indul. - Ludacris és Maurice LaMarche vendégszereplésével |                      |           |                                       |

## DVD kiadás
| A teljes tizennyolcadik évad | | | |
| Készlet adatok | Készlet adatok | Készlet adatok | Extrák |
| - 22 epizód - 4-lemezes készlet (DVD) - 1.33:1 képarány - Nyelvek: - Angol (Dolby Digital 5.1, felirattal) - Latin spanyol (Dolby Digital Stereo, felirattal) - Kanadai francia (Dolby Digital Stereo) - Egyéb nyelvek "A maffiózó, a séf, a feleség és Homer" című részhez (cseh, olasz és magyar) | - 22 epizód - 4-lemezes készlet (DVD) - 1.33:1 képarány - Nyelvek: - Angol (Dolby Digital 5.1, felirattal) - Latin spanyol (Dolby Digital Stereo, felirattal) - Kanadai francia (Dolby Digital Stereo) - Egyéb nyelvek "A maffiózó, a séf, a feleség és Homer" című részhez (cseh, olasz és magyar) | - 22 epizód - 4-lemezes készlet (DVD) - 1.33:1 képarány - Nyelvek: - Angol (Dolby Digital 5.1, felirattal) - Latin spanyol (Dolby Digital Stereo, felirattal) - Kanadai francia (Dolby Digital Stereo) - Egyéb nyelvek "A maffiózó, a séf, a feleség és Homer" című részhez (cseh, olasz és magyar) | - Választható kommentár az összes epizódhoz - Üdv ismét, hűséges rajongók - Törölt jelenetek - Animációs bemutatók, több szögből - Beszélgetés Hájas Tony-val - Bónusz epizódok: - "Egy kosaras dokumentumfilmje" |
| Kiadási adatok | | | - Választható kommentár az összes epizódhoz - Üdv ismét, hűséges rajongók - Törölt jelenetek - Animációs bemutatók, több szögből - Beszélgetés Hájas Tony-val - Bónusz epizódok: - "Egy kosaras dokumentumfilmje" |
| 1-es régió | 2-es régió | 4-es régió | - Választható kommentár az összes epizódhoz - Üdv ismét, hűséges rajongók - Törölt jelenetek - Animációs bemutatók, több szögből - Beszélgetés Hájas Tony-val - Bónusz epizódok: - "Egy kosaras dokumentumfilmje" |
| 2017. december 5. | 2017. december 10. | 2017. december 13. | - Választható kommentár az összes epizódhoz - Üdv ismét, hűséges rajongók - Törölt jelenetek - Animációs bemutatók, több szögből - Beszélgetés Hájas Tony-val - Bónusz epizódok: - "Egy kosaras dokumentumfilmje" |